# Timaeus (Plato)
Timaeus (Grieks: Τίμαιος) is een theoretische verhandeling van de Griekse filosoof Plato waarin hij zijn natuurfilosofie uiteenzet. De omstreeks 360 v.Chr. geschreven dialoog is een speculatieve beschrijving over de aard van de fysieke wereld en presenteert Plato's kosmogonie in de vorm van een mythe. In historisch opzicht heeft deze dialoog van Plato de meeste invloed gehad, temeer omdat de Timaeus dankzij Cicero's Latijnse vertaling de enige dialoog van Plato was die in de middeleeuwse westerse wereld al bekend was. De Timaeus is geen gemakkelijke dialoog om te lezen, vooral omdat in het verhaal dat Timaeus van Locri vertelt de wiskunde zo'n grote rol speelt. De Timaeus is te beschouwen als Plato's "theorie over alles", want zowat alles komt aan bod, te beginnen vanaf het ontstaan van het universum tot de menselijke anatomie. De Timaeus dankt zijn bekendheid echter nog het meest aan het feit dat het verhaal samen met de Critias de bron is van de Atlantislegende.

## Plaats binnen de dialogen

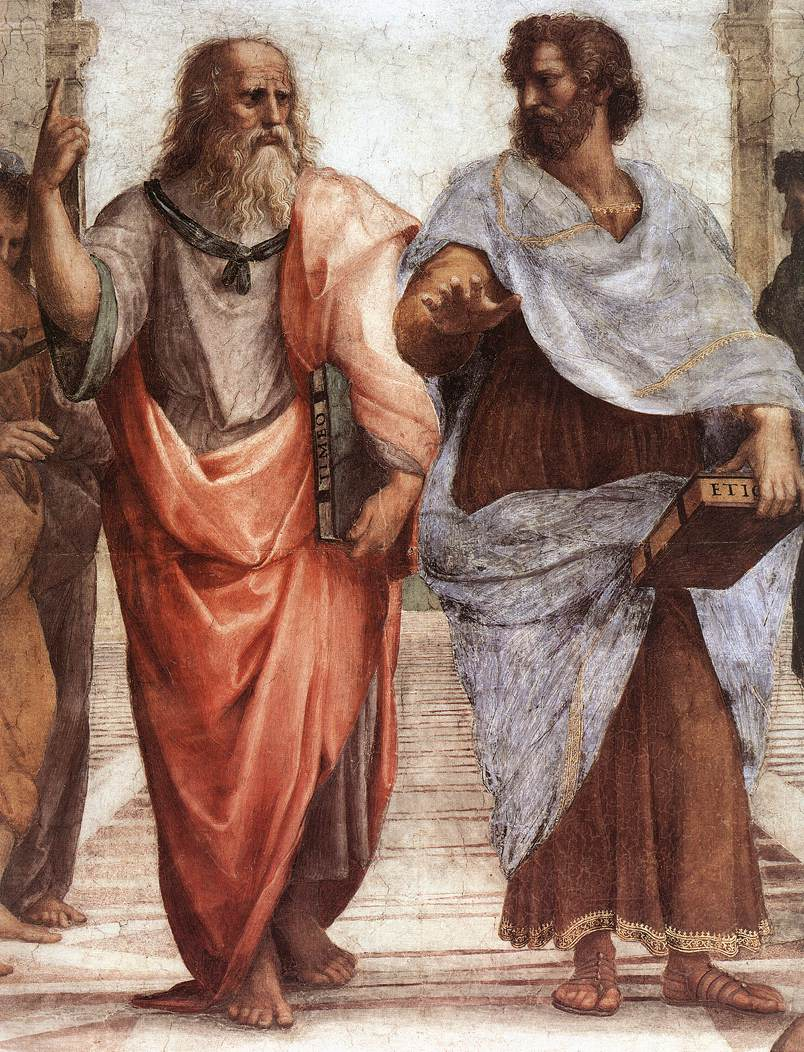
Plato met de 'Timaeus' onder zijn arm, Aristoteles met zijn 'Ethica'. (Detail van een fresco van Raffaello Sanzio:De school van Athene, 1509).

Deze dialoog uit Plato's late periode bestaat hoofdzakelijk uit een theologisch, metafysisch en teleologisch referaat van de hoofdpersoon Timaeus van Locri over de schepping van het universum - door een 'demiurg' - als afbeelding van de Platoonse Ideeën.
Op de keper beschouwd is Timaeus geen echte dialoog, maar eerder een lange uiteenzetting, een 'exposé', door Timaeus. Chronologisch behoort de Timaeus tot de 'late dialogen' die Plato tien tot vijftien jaar voor zijn dood schreef. Het werk wordt gesitueerd na Staat en vóór Philebus en de Wetten. Oorspronkelijk had de Timaeus deel moeten uitmaken van een trilogie met de Critias en de Hermocrates (nooit geschreven of gevonden). Deze trilogie was gepland om het ontstaan van het universum, de mens en de maatschappij te kunnen behandelen. Thematisch maakt deze dialoog ook deel uit van een trilogie over de ideale staat: de Staat (over de opvoeding van de staatsman-filosoof en de verschillende regeringsvormen), de Timaeus en de daaropvolgende Critias over Atlantis.
De precieze relatie van de Timaeus met de andere dialogen van Plato is echter niet onbetwist. In academische kringen is de controverse naar aanleiding van het dispuut tussen G.E.L. Owen en H.F. Cherniss nog niet helemaal tot rust gekomen. Owen publiceerde in 1953 een provocatief artikel dat de orthodoxe chronologie van de dialogen aanviel. Hij stelde dat de Timaeus niet tot Plato's laatste periode, maar eerder tot zijn middenperiode behoorde, en dus Theaetetus en Parmenides voorafging. Tot die conclusie kwam hij door de te stellen dat de stylometrische studies uit de 19e eeuw, waarbij de stilistische kenmerken van de dialogen werden onderzocht, verkeerd waren. Owens theorie steunde eerder op de filosofische ontwikkeling van ideeën zoals hij ze in Plato's teksten aantrof. Zo dacht hij dat de Timaeus na de Staat was geschreven en voorafging aan de Parmenides en de Theaetetus die volgens hem een duidelijke verandering in Plato's denken markeerden. De orthodoxe chronologie lijkt echter voor het ogenblik na intensief stylometrisch onderzoek toch weer de overhand te hebben gekregen, zodat de Timaeus alsnog bij voorkeur tot Plato's late dialogen wordt gerekend.
Met de behandeling van de fysieke wereld onderscheidt de Timaeus zich van de andere dialogen van Plato, omdat Plato nergens anders zo uitgebreid speculeert over de schepping van het universum, de dieren en de mens. Daarbij geeft hij de indruk een systeem te willen opbouwen - hoe speculatief ook - met alle elementen die zijn voorgangers, de natuurfilosofen, al aanbrachten. Met Empedocles en de atomisten voert hij de verschillende aard van de fysieke vormen terug op hun samenstellende deeltjes. Van Heraclitus adopteert hij het idee van een voortdurende flux, waardoor alle fysieke fenomenen slechts tijdelijk zijn. Daarnaast neemt hij net als de pythagoreeërs aan dat getallen deel uitmaken van een onderliggende werkelijkheid. Hij gebruikt de woorden en gedachten van Parmenides wanneer hij Zijn en Worden in de Timaeus behandelt, en net als Anaxagoras geeft hij voorrang aan de geest boven het lichaam.
Mogelijk is voor de lezer het meest in het oog springende verschil met andere dialogen dat niet Socrates, maar een pythagorische filosoof, Timaeus, het woord voert. Dit maakt het discours eerder mystiek en theologisch dan filosofisch. Dit mysticisme van Plato is, zoals de Engelse Plato-vertaler Benjamin Jowett het stelde, eigen aan die tijd, waarin filosofie nog niet volledig gescheiden was van poëzie en mythologie:
"Whereas the so-called mysticism of Plato is purely Greek, arising out of his imperfect knowledge and high aspirations, and is the growth of an age in which philosophy is not wholly separated from poetry and mythology."

## Plato's gebruik van de mythe
Plato maakt soms gebruik van een mythe om iets te vertellen of een punt te maken, waarbij hij echter niet de bedoeling heeft dat deze mythes even ernstig en precies worden opgevat als meer wetenschappelijk beargumenteerde thema's. Socrates maakt dit in de 'Phaedo' duidelijk als hij, na een uiteenzetting over het toekomstige leven van de ziel, verklaart dat het een verstandig mens niet past om te beweren dat deze dingen exact zijn zoals hij ze beschreven heeft (Phaedo, 114d 1-2). En in de Timaeus begint Plato zijn uiteenzetting over de samenstelling van lichamen uit elementen door ons eraan te herinneren dat het maar een 'waarschijnlijke' verklaring is:
"Daar hebben we het principe dat we ten grondslag leggen aan het vuur en de andere lichamen, en we gaan voort volgens onze redenering, die noodzakelijkheid aan waarschijnlijkheid paart." (53d)
Dit betekent natuurlijk niet dat ervan moet worden uitgegaan dat Plato het niet als een ernstige doctrine opvat wanneer hij gebruikmaakt van een mythe voor de presentatie van zijn denkbeelden. Zelfs indien zijn idee van de pre-existentie van de ziel letterlijk wordt genomen, betekent dit niet dat deze Vormen of Ideeën in een of andere plaats zijn, behalve dan in metaforische zin.

## Thematiek
In de Timaeus presenteert Plato een nauwgezet uitgewerkt verhaal over het ontstaan van het universum. Hij vertrekt vanuit een soort verwondering - en bewondering - over het feit dat het universum zo ordelijk en mooi geconstrueerd is, wat hem ertoe aanzet om een verklaring voor deze orde te zoeken. Dit ordelijke universum kan volgens hem niet anders dan het product zijn van een goedaardige intelligentie die doelgericht te werk is gegaan. De 'Maker' van het universum is een soort goddelijke knutselaar die hij de demiurg noemt (dêmiourgos, 28a6). Deze figuur is niet gelijk te stellen met een god die alles uit het niets schept, omdat de demiurg zich baseert op de Ideeën (Vormen) die hij als een soort perfect model of paradigma gebruikt, op de manier waarop een metselaar of timmerman zich op het plan van een architect baseert voor de constructie van een huis. Alleen deze Ideeën bezitten de mathematische perfectie die nodig is om de chaos om te vormen tot een mooi geordend geheel.
Het ontstaan van het universum wordt hier dus verklaard vanuit een 'plan', een doel, waardoor de Timaeus te beschouwen is als een kosmogonie die steunt op een teleologisch principe. Deze ordening is dus geenszins toeval volgens Plato, maar het werk van een intelligentie, een nous, gepersonifieerd door een verre van almachtige, maar goedbedoelende goddelijke 'vakman'. Het universum en al zijn samenstellende delen worden door deze demiurg zo geordend dat de best mogelijke uitkomst verzekerd is, en omdat ook de mens een deel daarvan is, bestaat de hoop dat goedheid het kwaad kan overwinnen.
De indeling van de Timaeus is als volgt:
1. eerst een samenvatting van de eerste vijf boeken van de Staat
2. vervolgens wordt de mythe van Atlantis verteld, een eiland 'ten westen van de Zuilen van Heracles'
3. vervolgens vertelt Timaeus, een pythagorisch sterrenkundige, de geschiedenis van de wereld tot de schepping van de mens

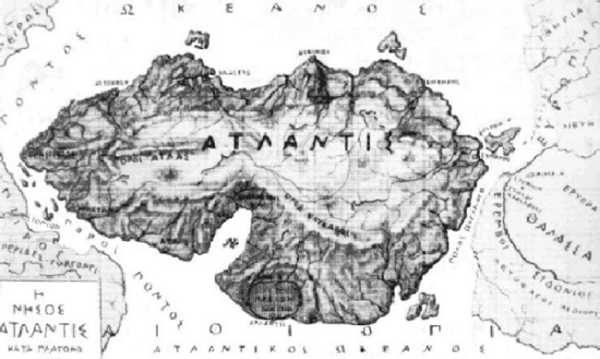
Fictieve kaart van Atlantis door Patroclus Kampanakis uit 1891

## Setting
De dialoog vindt plaats een dag nadat Socrates zijn idee van de ideale staat heeft gepresenteerd (zie Staat). Hij is van mening dat deze uiteenzetting nog niet voldoende duidelijk was en vat de bedoeling van de vorige dialoog in de Staat als volgt samen: (17b):"Als ik het niet mis heb, had ik het gisteren in hoofdzaak over de staat: welke staatsvorm is, volgens mijn inzicht, de beste en uit welke mannen moet zulke regering zijn samengesteld?" En wat verder geeft hij Timaeus zijn wens te kennen welk thema deze dialoog zou moeten behandelen: (19c):"Graag wilde ik weleens iemand het verhaal horen doen van de strijd die een staat levert: hoe hij die kamp voert tegen andere staten."
Hemocrates wenst Socrates' verzoek in te willigen en zegt dat Critias net het juiste verhaal kent (20b) om daar aan te voldoen. Critias begint dan het verhaal over Atlantis te vertellen, en hoe Athene toentertijd een ideale staat was die het aandurfde om ten strijde te trekken tegen Atlantis (25a). Maar dan bedenkt hij zich en zegt dat Timaeus het gedeelte van het verhaal zal vertellen vanaf het ontstaan van het universum tot de komst van de mens. Het verhaal van Atlantis wordt uitgesteld (en wordt verteld in de Critias). Dan volgt de belangrijkste uiteenzetting van de dialoog, als Timaeus het woord neemt.

## Personages
De sprekers in de dialoog zijn dezelfde als bij de Critias:
- Socrates, de Atheense filosoof. Socrates was Plato's leermeester. Socrates' onrechtvaardige veroordeling schokte Plato zodanig dat hij zich afkeerde van de politiek en zijn leven wilde wijden aan de filosofie. Socrates schreef zelf nooit iets op. Wat we over zijn optreden, zijn invloed en filosofie weten, kennen we voornamelijk uit Plato's dialogen.[13] Hij speelt vooral een rol in Plato's vroege dialogen, waarin duidelijk wordt dat hij zich hoofdzakelijk met ethische en kennistheoretische kwesties bezighield. In zijn latere dialogen zoals de Timaeus 'gebruikt' Plato hem eerder om zijn eigen, meer abstracte theorieën uit te leggen.
- Critias: Het is niet duidelijk of het hier gaat om de historische Critias, een van de Dertig Tirannen die na de nederlaag van Athene tegen Sparta mee een soort schrikbewind voerde over Athene. Plato zegt dat de grootvader van Critias het verhaal over Atlantis rechtstreeks van de grote Solon (638 – 558 V.C.) vernomen zou hebben, wat nogal onwaarschijnlijk is, gezien het te grote tijdsverschil. Vanaf de eerste commentaren uit de oudheid op de Timaeus en de Critias[14] tot vroeg in de 20e eeuw[15] werd de identiteit van Critias als historisch persoon nergens betwijfeld. De eerste die zijn twijfel dienaangaande uitte, was John Burnet in 1914.[16] Sindsdien ontstonden er twee groepen met tegenovergestelde visies: een groep classici claimt dat Critias de oligarch Critias[17] is, en de andere groep houdt vol dat het om de grootvader van de oligarch gaat.[18]
- Hermocrates: Het personage van Hermocrates kan vrijwel zeker geïdentificeerd worden als de door Thucydides vermelde figuur van de Siciliaanse politicus en generaal uit Syracuse. Hermocrates treedt zowel in de Timaeus als in de daaropvolgende Critias op, waar hij maar een klein deel van de tekst krijgt toebedeeld. Met een dialoog waarin deze generaal als woordvoerder zou optreden, wilde Plato zijn zogenaamde 'late trilogie' afsluiten. De "dialoog Hermocrates" is echter nooit geschreven en zelfs het voorafgaande deel 'Critias' bleef onafgewerkt. Vermoedelijk plande Plato om de generaal het debacle van de Siciliaanse Expeditie te laten verklaren, waar hij zelf getuige van was geweest.
- Timaeus van Locri: Hoewel sommige classici van mening zijn dat Timaeus met zekerheid een historisch persoon was,[19] stellen anderen dat "Plato's beschrijving van Timaeus waarschijnlijk een amalgaam is van tijdgenoten wier kenmerken hij omwille van de dialoog heeft aangepast". Een mogelijke verklaring is dat Plato het personage van Timaeus gewoon uitvond omdat hij een filosoof wilde opvoeren, die als autoriteit op gebied van staatsmanschap en wetenschap kon optreden.

## Synopsis van Timaeus' vertelling
Timaeus start het discours over kosmogonie (27d5–92c9) met een proloog, waarin hij de metafysische principes uiteenzet waar zijn verhaal op gebaseerd is.

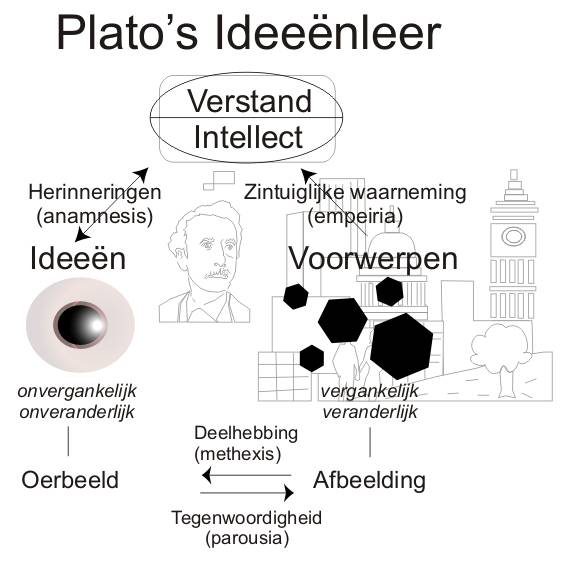
Schema van Plato's Ideeënleer volgens het principe Idee-Afbeelding

### De aard van de fysieke wereld
Timaeus begint met een onderscheid te maken tussen de fysieke wereld en de eeuwige wereld. De fysieke wereld is de wereld der veranderlijke en vergankelijke fenomenen, waaruit slechts meningen en geen ware kennis kan worden afgeleid. De eeuwige wereld daarentegen is onveranderlijk en is wel geschikt als bron van kennis, maar kan uitsluitend door de rede geschouwd worden en niet door zintuiglijke indrukken (28a). Over deze twee verschillende werelden zegt Timaeus het volgende: (29b) "Verklaringen zijn verwant met de dingen zelf waarover ze uitleg geven. Waar ze het blijvende, het hechte, het verstandelijk-doorschouwde uitdrukken, moeten zijzelf dan ook blijvend en onomstotelijk zijn" en (29c) "Drukken ze echter uit waarnaar dat eerste model is afgebeeld en wat in feite slechts een afbeelding is, dan zijn ze 'waarschijnlijk' en evenredig met het eerste."
Timaeus zegt dat, aangezien niets 'wordt en verandert' zonder oorzaak, de oorsprong van het universum gezocht dient te worden bij een demiurg of god, een figuur waar Timaeus naar verwijst als 'de vader van het universum'. Omdat het universum (kosmos) mooi is, kan het niet anders of de demiurg heeft naar een perfect (eeuwig) model gekeken om het te maken, en geen veranderlijk (29a). Aldus gebruikmakend van de eeuwige en perfecte 'Wereld der Vormen' (Ideeën) als model, zette hij zich aan de taak een wereld te scheppen die voorheen slechts uit chaos bestond.

### Doel van het universum
Timaeus legt vervolgens de schepping van het universum uit, die hij toeschrijft aan een 'goddelijke ambachtsman', de demiurg. Deze demiurg is goed en wil ook in zijn schepping zo veel mogelijk van het goede zien. Voor Plato is deze Maker niet omnipotent en ook niet in staat om ex nihilo - uit het niets - iets te scheppen. Hij is alleen in staat om, als een soort ambachtsman, het aanwezige ongeordende materiaal naar het model van de Ideeën te vormen. In latere tijden zijn de gnostici de term demiurg gaan gebruiken om te verwijzen naar een soort gevallen en onwetende god die een gebrekkig universum had gecreëerd, maar dit was niet de betekenis die Plato eraan had gegeven.

### Eigenschappen van het universum
Timaeus schrijft de voor de demiurg aanwezige materie een gebrek aan stabiliteit en homogeniteit toe, waarin de vier elementen - aarde, vuur, lucht en water - vormloos, gemengd en in constante beweging zijn. De daad van de Maker was om uit deze wanorde orde en duidelijkheid te scheppen. Vandaar dat alle eigenschappen van de wereld verklaard dienen te worden vanuit de keuze die de demiurg heeft gemaakt over wat mooi en goed is; het idee van een tweedeling tussen goed en kwaad.
(30b)

Vooreerst is de wereld een levend wezen. Aangezien de onintelligente wezens in hun verschijning minder mooi zijn dan de intelligente, en intelligentie in de ziel moet zijn gevestigd, plaatst de demiurg intelligentie in de ziel, en de ziel in het lichaam. "Zo moet men dus, volgens de waarschijnlijkheidsredenering, zeggen dat deze wereld als een levend wezen, waarlijk met ziel en verstand begaafd, door de goddelijke voorzienigheid het aanschijn kreeg."
Aangezien het deel onvolkomen is ten opzichte van het geheel, moet de wereld één en uniek zijn (31a). Daaruit volgt dat de demiurg niet vele werelden schiep, maar slechts een. (31b)
(31-33)

De Maker besloot ook om het waarneembare lichaam van de kosmos te vormen door middel van de 4 elementen, zodat het harmonisch zou zijn. Inderdaad is, door toevoeging van vuur en aarde, die de lichamen zichtbaar en vast maken, een derde element nodig als middel om deze twee te kunnen verenigen. Bovendien is de wereld geen vlak, maar een vast lichaam, waardoor een vierde element nodig was voor de harmonie. Daarom plaatste de Maker water en lucht tussen vuur en aarde en uit deze 4 elementen werd het lichaam van de wereld gecreëerd.
Wat de (meetkundige) vorm betreft, vormde de demiurg de wereld als een globe. De ronde vorm is inderdaad de meest perfecte, omdat zij alle andere figuren bevat en in die zin 'omnimorf' is en mooier is dan al de andere. "Het is de vorm die in zichzelf alle vormen bevat, zovele als er zijn." (33b).
(34a)

Vervolgens bedeelde hij de wereld met een uniforme cirkelvormige beweging, die het meest paste bij rede en intelligentie.
(34b)

Ten slotte schiep hij de wereldziel, plaatste haar in het centrum van de wereld en verspreidde haar in elke richting. "Door dit alles schiep Hij haar dan ook als een gelukzalige god".

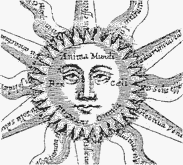
Neoplatonische voorstelling van de wereldziel op een prent uit de renaissance

### De schepping van de Wereldziel
Timaeus' betoog gaat nu over de manier waarop de wereldziel werd gecreëerd. Er volgt een vrij obscure beschrijving. De demiurg combineert drie elementen: twee soorten van 'het Eendere' - het ene zichtbaar, het andere onzichtbaar - twee soorten (zichtbaar, onzichtbaar) van 'Verschil' en twee soorten van 'Zijn' (zichtbaar en onzichtbaar). Uit deze drie elementen ontstaan drie samengestelde substanties: gemengd Zijn, gemengde Gelijkheid en gemengd Verschil. Uit deze samenstelling ontstaat een eindsubstantie, de 'Wereldziel'.
(34c-36c)

Vervolgens verdeelde Hij precieze wiskundige proporties, daarbij de samenstelling in de lengte snijdend, en verbond die twee stroken vervolgens met hun middens (zoals de letter X), en daarna hun uiteinden; daardoor verkreeg hij twee elkaar snijdende cirkels. Die bracht de demiurg dan in een cirkelvormige beweging omheen hun assen. De buitenste cirkel kende hij Gelijkheid (het Eendere) toe en draaide rechtsom en horizontaal. De binnenste cirkel werd aan Verschil toebedeeld en draaide diagonaal en naar links.
(36c-d)

De demiurg gaf voorrang aan de omwenteling van het 'Eendere en gelijkende' en liet het onverdeeld. De binnenste spleet hij tot zeven ongelijke cirkels, telkens volgens 'dubbele en driedubbele intervallen'. Deze cirkels bewogen in tegenovergestelde richtingen, en drie ervan met gelijke snelheid. Deze 'cirkels ' zijn de banen van de hemellichamen. De drie die met gelijke snelheid bewogen waren de Zon, Venus en Mercurius. De vier andere, met verschillende snelheden, waren de Maan, Mars, Jupiter en Saturnus.
(36e)

Vervolgens verbond de demiurg lichaam en ziel van het universum, waarbij hij de ziel vanuit het centrum verspreidde naar de uiteinden van het universum, hiermee alle vaste lichamen bezielend. De Wereldziel begon te draaien en dat was het begin van haar eeuwig en rationeel leven.
(37a-c)

Omdat deze ziel bestaat uit het Eendere, het Verschil en het Zijn en samengesteld is in de juiste proporties, verspreidt de wereldziel dezelfde eigenschappen aan elk object dat zij ontmoet. Als het een sensibel object is, vindt er een overdracht plaats van de beweging van de binnenste cirkel van het Verschil naar de ziel, waaruit meningen ontstaan. Is het echter een intelligibel object, dan maakt de cirkel van het Eendere een perfecte draaiing en ware kennis ontstaat. "... heeft ze daarentegen betrekking op het verstandelijke en doet de kring van het Eendere, goed draaiend, hiervan aangifte, dan loopt het onvermijdelijk uit op verstand en kennis".

### Schepping van de Levenden
Timaeus vertelt (in 39-41) dat zo alle dingen gevormd werden naar het Model (de Eeuwige Idee), maar dat de Hemel niet voltooid zou zijn zonder de schepping van de Levenden. Hen boetseerde de schepper-demiurg dan naar de natuur van het Model. Vier soorten 'Levenden' worden onderscheiden:
1. Het hemelse geslacht der goden
2. Het 'gevleugelde geslacht dat de hemel doorklieft (de vogels)
3. De klasse die in het water leeft (de vissen)
4. De klasse die op de aarde leeft en kan lopen. (mensen en dieren)

Aan elk van de goden schonk hij twee 'bewegingen': één gelijkmatige ter plaatse, en een voorwaartse. De 'onbewogen beweging' leidde tot het ontstaan van de vaste sterren die altijd 'ter plaatse wentelden'. (39c) De Aarde maakte hij tot 'wachteres' en bewerkster van dag en nacht.
De schepping van de zielen van die Levenden ging als volgt: de demiurg-god ging weer naar het vat waar hij het heelal had gedoseerd en gemengd en goot erin wat er overgebleven was. De stoffen waren ditmaal dus niet helemaal zuiver, zoals bij het heelal en de goden het geval was geweest. Hij maakte hieruit de zielen, in aantal gelijk aan dat van de vaste sterren en deelde hen de wetten mee. Iedereen zou bij de eerste geboorte een gelijke start hebben. Vanuit modern oogpunt valt die 'gelijke start' wel met een korreltje zout te nemen, want het mannelijke geslacht zou het voornaamste van de twee geslachten zijn. Vervolgens ging Hij over tot wat Timaeus 'het zaaien' van de pas gevormde zielen noemt, op de aarde en op de maan en 'andere werktuigen van de tijd'. Na het zaaien gaf hij die jonge goden de opdracht om stoffelijke, sterfelijke lichamen te maken en leiding te nemen van dat lichaam, met de bedoeling het zo goed mogelijk te besturen.
Het laatste deel van de Timaeus (44-) beschrijft het menselijke lichaam en zijn finaliteit, met merkwaardige opvattingen over fysiologie. Zo stelt Timaeus dat de functie van de ingewanden erin bestaat om de gulzigheid in te tomen door het voedsel vast te houden. De sterfelijke ziel bevindt zich in de borst en de onsterfelijke ziel in het hoofd. Het werk van de demiurg is nu ten einde. Zijn doel om de best mogelijke afbeelding van wat slechts voor het denken zichtbaar is te maken, is bereikt. In de laatste alinea van de dialoog zegt Timaeus: "We kunnen nu zeggen dat ons gesprek over het heelal ten einde is. De wereld heeft levende wezens ontvangen, sterfelijke en onsterfelijke, en is vol van hen. [...] Het is tot een levend, zichtbaar geheel geworden,[...] de afbeelding van het grootste, het beste, het mooiste, het meest volmaakte, de ene, eengeboren hemel."

## Concepten uit de Timaeus

### De demiurg
De demiurg (van het Oudgrieks dēmiourgos, dat 'vakman' betekent), is bij Plato een godheid die de materiële wereld vormgeeft vanuit de pre-existente chaos. Aangezien deze demiurg volmaakt goed is, zo betoogt Plato, wil hij die goedheid delen. Gebruikmakend van de Vormen (ideeën) als model, vormt hij de chaos om naar het best mogelijke beeld van deze eeuwige en onveranderlijke archetypen. De materiële, zichtbare wereld is daar het resultaat van. Hoewel de demiurg de hoogste god is en oorzaak van de wereld, kan hij niet gelijkgesteld worden aan de god uit het theïsme. Immers, zijn ontologische status is lager dan die van de Vormen, met name de Vorm van het Goede. Hij heeft ook beperkingen. Zo is hij verplicht gebruik te maken van het materiaal dat hij aantreft, en dat dus duidelijk niet door hem is geschapen. Datzelfde materiaal is bovendien ongeordend en ongedetermineerd, waardoor het zich door zijn aard gedeeltelijk verzet tegen de rationele ordening die de demiurg het wil opleggen. Wat hij creëert wordt ook in een plaats, een al aanwezige ruimte, gezet die hij niet heeft geschapen. De demiurg is dus geenszins een omnipotente god, maar vormt naar beste vermogen een harmonisch universum naar het beeld van de eeuwige Vormen, die hij als een soort paradigma gebruikt. De 'afbeeldingen' die hij daarbij schept zijn echter niet volmaakt, maar 'slechts' fluctuerende beelden van die ideale Vormen.

### De elementen
Het is niet zeker wie die vijf elementen voor het eerst beschreef. Het kunnen vroege pythagoreeërs geweest zijn, maar sommige bronnen (waaronder Euclides) wijzen Theaetetus, een vriend van Plato aan. Hij zou de eerste verhandeling over de vijf regelmatige lichamen geschreven hebben.
Plato gaat er - bij monde van Timaeus - van uit dat het kleinste deeltje (partikel) van elk element een welbepaalde geometrische vorm heeft:
tetraëder (vuur), octaëder (lucht), icosaëder (water), en kubus (aarde).
|                  |                  |                   |               |  |
| Tetraëder (vuur) | Octaëder (lucht) | Icosaëder (water) | Kubus (aarde) |  |

De Timaeus speculeert op de samenstelling van de vier elementen die volgens de Oude Grieken het universum hadden gevormd: aarde, water, lucht en vuur. Plato vermoedde dat elk van deze elementen uit andere partikels met verschillende geometrische vormen was samengesteld:
- de kubus (regelmatig zesvlak) voor het element aarde
- de octaëder (regelmatig achtvlak) voor het element lucht
- de icosaëder (regelmatig twintigvlak,) voor het element water
- de tetraëder (regelmatig viervlak) voor het element vuur.[21]

Dodecaëder

Elk van deze perfecte veelvlakken zou dan weer samengesteld zijn uit driehoeken. Slechts enkele soorten driehoeken werden hierbij toegelaten, zoals die met hoeken van 30-60-90 graden en die met hoeken van 45-45-90 graden. Elk element kon herleid worden (afgebroken) tot de driehoeken die het vormden, die dan weer konden opgebouwd worden om andere elementen te vormen. Dit idee, waarbij de elementen onderling converteerbaar waren, was een voorloper van de alchemie.
Verder poneert Plato het bestaan van een vijfde element, de dodecaëder of kwintessens waar de kosmos zelf van gemaakt zou zijn. Het gaat hier om een ruimtelijke figuur met twaalf vijfhoekige vlakken, twintig hoekpunten en dertig ribben die Plato toewijst aan de hemelen met de twaalf constellaties.
Timaeus behandelt ook de muziektheorie, in het bijzonder de constructie van de pythagoreïsche toonladder. Het laatste deel van de dialoog gaat over het scheppen van mensen en beschrijft hun ziel, anatomie, zintuigen en de zielsverhuizing.

De gulden snede voorgesteld als een lijnstuk verdeeld in 2 segmenten a en b, op zulke wijze dat het hele lijnstuk zich verhoudt tot het langste a segment zoals het a segment tot het kortste b segment.

### De gulden snede
(31c - 32a)

Timaeus legt de gulden snede als volgt uit:
"Neem drie getallen of massa's of krachten (A, B en C). Wanneer nu het middelste (B) staat tot het laatste (C) zoals het eerste (A) tot het middelste (B), en omgekeerd, als het middelste (B) staat tot het eerste (A), zoals het laatste (C) tot het middelste (B), dan zal, wanneer het middelste (B) eerste en laatste wordt, terwijl het eerste (A) en het laatste (C) beide op hun beurt middeltermen worden, alles onvermijdelijk eender blijven; en, daar ze onderling eender blijven, zullen ze ook alle één zijn."
Anders voorgesteld: A:B =B: C of B:C = A:B; C:B = B:A of B:A = C:B

## Commentaren en receptie

### Oudheid
Tot Henricus Aristippus' vertaling van de Meno en de Phaedo in de 12e eeuw, was de Timaeus de enige tekst die van Plato beschikbaar was in het Latijn. Plato werd lange tijd geraadpleegd voor natuurlijke filosofie en vragen over de natuurlijke wereld. Zo werd in de oudheid de Timaeus vooral in verband met de vraag wat het juiste tijdstip van het begin van de wereld was in talrijke commentaren geciteerd. De eerste commentaar lijkt te zijn geschreven ergens tussen de tweede helft van het vierde en het begin van de derde eeuw voor Christus door Crantor, een lid van de Oude Academie. De eerste Latijnse vertaling werd verzorgd door Cicero in de eerste eeuw voor Christus. Onder meer Johannes Kepler (16e, 17e eeuw) zou citeren uit deze vertaling. Cicero vertaalde echter slechts een deel van de dialoog (27d-47b). Hij liet dus het begin en de gehele tweede helft weg. Zijn selectie voor de vertaling was waarschijnlijk bestemd voor opname in zijn eigen onvoltooide dialoog over kosmologie, waarschijnlijk ook om zijn meesterschap aan te tonen over wat werd beschouwd als een van de moeilijkste Griekse filosofische teksten om naar het Latijn te vertalen.
Ongeveer 250 jaar na Cicero parafraseerde en vatte Galenus enkele delen van de Timaeus samen, nu met specifieke aandacht voor de latere delen die Cicero onvertaald had gelaten. De Arabische wereld kwam vooral in aanraking met deze vertaling van Galenus als bron voor de Timaeus. Zij beschouwden het samen met de Staat en de Wetten als het belangrijkste werk van Plato. Uit dezelfde eeuw (tweede eeuw na Christus) dateert een commentaar van de peripatetische Adrastos, een werk dat deels Theon van Smyrna beschreef.
Mogelijk de invloedrijkste vertaling voor het Latijnse Westen is de 4e-eeuwse vertaling door Calcidius, een werk dat vooral van de 9e tot de 12e eeuw veel werd gelezen. De commentaren die hij erbij schreef werden zelfs nog meer gelezen.

### Middeleeuwen

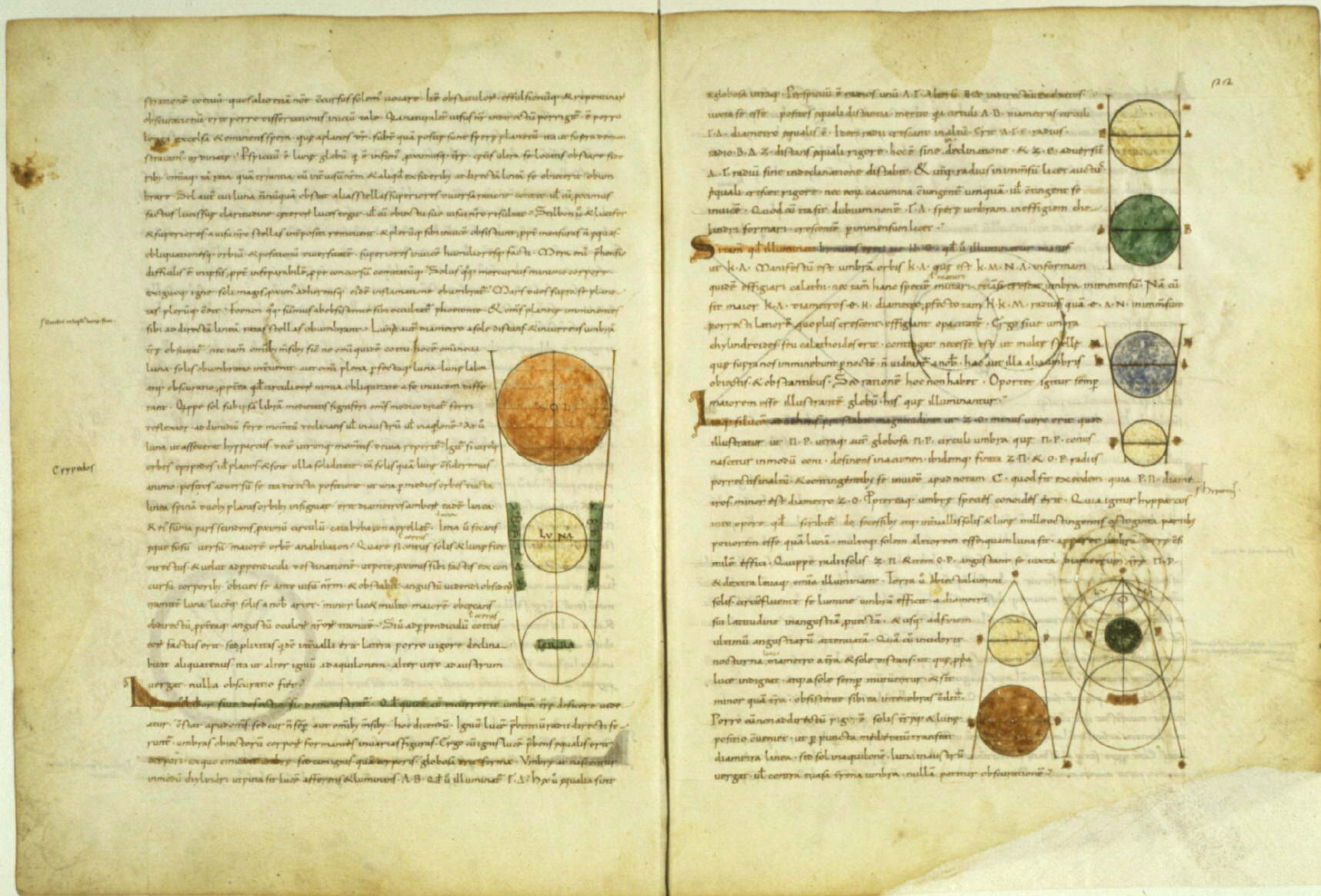
Middeleeuws manuscript van Calcidius' Latijnse Timaeus vertaling.

In de 5e eeuw schreef Proclus zijn commentaar op de Timaeus, een werk dat slechts gedeeltelijk bewaard bleef. Maar omdat ze niet werden vertaald in het Latijn voor Willem van Moerbeke dit in de 13e eeuw deed, waren deze commentaren veel minder invloedrijk tijdens de middeleeuwen in het Latijnse Westen dan het commentaar van Calcidius. Wel werd het vaak aangehaald door Marsilio Ficino in zijn geschriften uit 1536 over het commentaar van Proclus. Calcidius' versie was een van de weinige werken over natuurfilosofie en de enige Platoonse dialoog die voor Latijnse lezers beschikbaar was in de vroege middeleeuwen. Daardoor had deze vertaling een sterke invloed op de middeleeuwse neoplatonistische kosmologie. In de periode van de scholastiek werd de Timaeus in het curriculum van de middeleeuwse universiteiten opgenomen. Aan het begin van de 12e eeuw interpreteerden christelijke commentatoren van de school van Chartres, zoals Thierry van Chartres en Willem van Conches, aan de hand van Calcidius' vertaling , de tekst vanuit hun christelijk geloof. Ze beschouwden de Timaeus daarbij als een referentie aan de schepping ex nihilo.

### Renaissance
De renaissance luidde een periode van secularisering in, waardoor de theologische wereldbeelden het veld moesten ruimen voor seculiere. De culturele invloed van de Timaeus verminderde allengs.
Ondanks de aanzienlijke invloed die Timaeus in de middeleeuwen had uitgeoefend, was Marsilio Ficino pas de eerste die het Latijnse Westen van een volledige vertaling van het werk voorzag. Bovendien schreef Ficino niet een maar twee commentaren op de Timaeus, waarvan de eerste echter niet bewaard is gebleven. Ficino's tweede commentaar werd voor het eerst in 1484 gepubliceerd in Platonis Opera Omnia en de uiteindelijke uitgave werd gepubliceerd in 1496 in zijn Commentaria in Platonem.
Terwijl Ficino's commentaar lijkt te zijn geïnspireerd door het neoplatonisme, bijvoorbeeld door Proclus 'commentaar, probeerde Ioannes Serranus zich in zijn vertaling van 1578 te distantiëren van de heersende neoplatonische interpretatie. Zijn Latijnse vertaling werd gedrukt door Henricus Stephanus naast een uitgave van de Griekse tekst. Dit is de uitgave waarop het verwijzingssysteem naar teksten van Plato is gebaseerd. De Timaeus werd nu ook vertaald in de volkstalen.

### Moderne tijd
Aan het eind van de 19e en het begin van 20e eeuw kwam de Timaeus opnieuw in de belangstelling dankzij de stimulans die uitging van een meer verfijnd academisch onderzoek. Gedurende de tweede helft van de 20e eeuw werd de Timaeus echter vaak als onbetekenend of achterhaald afgedaan. De dialoog bleef een belangrijke rol spelen in het debat over de ontwikkeling van Plato's filosofie, maar niet veel meer dan dat. In de laatste decennia is er echter een hernieuwde belangstelling voor de Timaeus van de kant van filosofen, wetenschapshistorici en filologen. Hoewel niet overtuigd van de claims die de dialoog maakt, is er nu toch de nodige bereidheid om de groots opgevatte vertelling tekstkritisch en conceptueel te onderzoeken en te verhelderen.
Hoe invloedrijk de Timaeus ook geweest is op de middeleeuwse filosofie en met name het neoplatonisme, het wordt ook tegenwoordig over het algemeen beschouwd als een moeilijk te doorgronden, haast mystieke tekst. Bertrand Russell verwoordde het zo:

Het is niet gemakkelijk vast te stellen wat in de Timaios serieus genomen moet worden en wat moet worden opgevat als een spel van de verbeelding (...) De dialoog is bestudering waard vanwege de grote invloed ervan op het antieke en middeleeuwse denken; een invloed die zich niet beperkte tot wat daarin het minst fantastisch is.

### Uitgaven en vertalingen

#### Kritische uitgaven
- (grc)  / (la)  J. Burnet (ed.), Platonis Opera (Clitopho, Respublica, Timaeus, Critias), IV, Oxford, 1905.
- (grc)  / (en)  R.G. Bury (ed. trad.), Plato: Timaeus, Critias, Cleitophon, Menexenus, Epistles, Cambridge (Mass.), 1929.
- (grc)  / (fr)  A. Rivaud (ed. trad.), Plato. Œuvres complètes, X, Parijs, 1925.

#### Vertalingen
- (nl)  X. de Win (trad.), Plato, Verzameld Werk, V, Ambo, Baarn - Antwerpen, 1980.
- (en)  B. Jowett (introd. com. trad.), The dialogues of Plato, III, Oxford, 18923.
- (nl)  J. Prins (introd. com. trad.), Platoon's Timaios, Lectura, Antwerpen - Boucher, Den Haag, 1937.
- (grc)  / (de)  H. Müller - F. Schleiermacher (tradd.) - K. Widra (ed. rev.), Platon. Werke in acht Bänden, VII, Darmstadt, 19902.

### Secundaire literatuur
Monografieën
- Matthias Baltes: Die Weltentstehung des Platonischen Timaios nach den antiken Interpreten. 2 Bde., Leiden 1976/78. (= Philosophia antiqua, Bde. 30, 35).
- Tomás Calvo, Luc Brisson (Hrsg.): Interpreting the “Timaeus-Critias”. Sankt Augustin 1997, ISBN 3-89665-004-1.
- F. Macdonnald Cornford, Plato's Cosmology: the Timaeus of Plato, Translated with a Running Commentary, Indianapolis, 1997 (= Londen, 1935). ISBN 0872203867
- Jairo Escobar Moncada: Chora und Chronos. Logos und Ananke in der Elemententheorie von Platons „Timaios“. (= Deimling wissenschaftliche Monographien. Bd. 7) Wuppertal 1995, ISBN 3-928258-17-6.
- Christopher Gill, M. M. McCabe: Form and Argument in Late Plato. Oxford 1996, ISBN 0-19-824012-0.
- Margot Fleischer: Anfänge europäischen Philosophierens. Heraklit, Parmenides, Platons „Timaios“. Würzburg 2001, ISBN 3-8260-2001-4.
- Karen Gloy: Studien zur Platonischen Naturphilosophie im Timaios. Würzburg 1986, ISBN 3-88479-247-4.
- Thomas Kjeller Johansen: Plato’s natural philosophy. A study of the Timaeus-Critias. Cambridge [u. a.] 2004, ISBN 0-521-79067-0.
- Gijsbert Jonkers: The manuscript tradition of Plato’s Timaeus and Critias. Amsterdam 1989.
- Thomas Leinkauf, Carlos Steel (Hrsg.): Platons Timaios als Grundtext der Kosmologie in Spätantike, Mittelalter und Renaissance. (= Ancient and Medieval Philosophy. De Wulf-Mansion Centre ser. 1, vol. XXXIV) Leuven 2005, ISBN 978-90-5867-506-4.
- Thomas Henri Martin: Études sur le Timée. Paris 1841.
- Stephen P. Menn: Plato on God as nous. Carbondale 1995, ISBN 0-8093-1970-5.
- Richard D. Mohr: The Platonic Cosmology. (= Philosophia antiqua. Bd. 42) Leiden 1985, ISBN 90-04-07232-2.
- Harald Morin: Der Begriff des Lebens im „Timaios“ Platons unter Berücksichtigung seiner früheren Philosophie. (= Studia philosophica Upsaliensia. Bd. 1) Uppsala 1965.
- Sousanna-Maria Nikolaou: Die Atomlehre Demokrits und Platons Timaios. Eine vergleichende Untersuchung. (= Beiträge zur Altertumskunde. Bd. 112) Stuttgart 1998, ISBN 3-519-07661-6.
- Mischa von Perger: Die Allseele in Platons „Timaios“. (= Beiträge zur Altertumskunde, Bd. 96) Stuttgart 1997, ISBN 3-519-07645-4.
- Gretchen J. Reydams-Schils (Hrsg.): Plato’s Timaeus as Cultural Icon. Notre Dame 2003, ISBN 0-268-03872-4.
- Wolfgang Scheffel: Aspekte der platonischen Kosmologie. Untersuchungen zum Dialog Timaios. (= Philosophia antiqua. Bd. 29) Leiden 1976.
- Dietrich J. Schulz: Das Problem der Materie in Platons „Timaios“. (= Abhandlungen zur Philosophie, Psychologie und Pädagogik. Bd. 31) Bonn 1966.
- A.E. Taylor, A commentary on Plato's Timaeus, Oxford, 1928.
- Gregory Vlastos: Plato’s Universe. Seattle 1975, ISBN 0-19-824538-6.

Essays
- Aryeh Finkelberg: Plato’s Method in „Timaeus“. In: American Journal of Philology. 117, 1996, S. 391–409.
- Dorothea Frede: The Philosophical Economy of Plato’s Psychology: Rationality and Common Concepts in the “Timaeus”. In: M. Frede, G. Striker (Hrsg.): Rationality in Greek Thought. Oxford 1996, ISBN 0-19-824044-9, S. 29–58.
- M. L. Gill: Matter and Flux in Plato’s “Timaeus”. In: Phronesis. 32, 1987, S. 34–53.
- G. E. L. Owen: The Place of the “Timaeus” in Plato’s Dialogues. In: R. E. Allen (Hrsg.): Studies in Plato’s Metaphysics. London/New York 1965.
- E. D. Perl: The Demiurge and the Forms: A Return to the Ancient Interpretation of Plato’s Timaeus. In: Ancient Philosophy. 18, 1998, S. 81–92.
- J. F. Phillips: NeoPlatonic Exegeses of Plato’s Cosmology. In: Journal of the History of Philosophy. 35, 1997, S. 173–197.
- Leonardo Tarán: The Creation Myth in Plato’s Timaeus. In: J. P. Anton und G. Kustas (Hrsg.): Essays in Ancient Greek Philosophy. Bd. 1, Albany 1971, S. 372–407.